# 山田史生 (観戦記者)
山田 史生（やまだ ふみお、1936年12月 - 2013年7月9日）は、日本の将棋観戦記者で将棋ライター。東京都杉並区生まれ。父は囲碁の観戦記者として名高い山田覆面子（山田虎吉）。
1959年早稲田大学卒業。同年読売新聞社入社。地方部、娯楽部などを経て、1971年文化部。将棋、囲碁、芸能などを担当。「十段戦」の担当、そして「竜王戦」の創設や「アマチュア竜王戦」の発足などに尽力。
1996年定年退職。将棋、囲碁の観戦記者を行うかたわら、「囲碁将棋チャンネル」（CS衛星放送）顧問として、将棋番組のレギュラーキャスターを務める。2006年には「第13回大山康晴賞」を受賞。
読売新聞社社友、東京将棋記者会会友、将棋ペンクラブ会員、テレビ囲碁番組製作者会会友、日本中国文化交流協会会員。
2013年7月9日、悪性リンパ腫のため、76歳で死去。

## 著書
- 棋士と扇子 里文出版 2002.6
- 将棋名勝負の全秘話全実話  講談社プラスアルファ文庫　 2002.7
- 最強棋士 羽生善治―天才の育ちと環境 里文出版 2009
- 最強羽生善治と12人の挑戦者 新人物往来社 2011.10